# Aaron ben Ascher
Aaron ben Mosche ben Ascher (hebräisch אהרון בן משה בן אשר, im Arabischen Abu Sa'id genannt, geb. 10. Jahrhundert; gest. ca. 960) war ein Masoret und Grammatiker aus Tiberias. Er war die maßgebende Autorität für die Feststellung des überlieferten Bibeltextes in den ersten Jahrzehnten des 10. Jahrhunderts.

## Leben
Aaron ben Mosche war der letzte und bedeutendste Vertreter der Familie Ben Ascher, die während fünf oder sechs Generationen in Tiberias als Masoreten tätig war. Es ist bis heute nicht schlüssig geklärt, ob er den Karäern angehörte, die im Mittelalter als Gruppe innerhalb des Judentums integriert waren und als solche auch von Maimonides akzeptiert wurden.

## Masoret und Grammatiker
Die masoretische Tradition von Ben Ascher ist diejenige, die in der jüdischen Bibel akzeptiert wird. Dies bedeutet jedoch nicht, dass die Bibelversion in den üblichen Ausgaben genau der Fassung von Ben Ascher entspricht. Zwischen den gedruckten Ausgaben und den verschiedenen Manuskripten, deren Herkunft aus der Tradition von Ben Ascher vermutet wird, gibt es einige Unterschiede, die hauptsächlich in der Platzierung der Wortakzente und einiger Vokale (hauptsächlich Schwa und Chataf) bestehen und für den Durchschnittsleser von untergeordneter Bedeutung sind. Die Tatsache, dass Ben Ascher zu verschiedenen Zeiten in gewissen Wörtern unterschiedliche Vokalisierungssysteme benutzte, lässt darauf schließen, dass seine Methode der Vokalisierung sich im Laufe der Jahre entwickelt hat.
Ben Ascher war einer der ersten, der die Grundlagen der hebräischen Grammatik beschrieb. Sein Lehrbuch Diqduqe ha-Teamim wird von David Kimchi in einem Bibelkommentar als Machberet Ben Ascher („Notizen des Ben Ascher“) bezeichnet. Grammatische Prinzipien bildeten zu jener Zeit kein selbständiges Fachgebiet. Der Wert dieses Werks liegt vielmehr darin, dass die von Ben Ascher aufgestellten grammatischen Regeln den sprachlichen Hintergrund der Vokalisierung erläutern. Mit einigen Ausnahmen ist das Buch in einem gereimten poetischen Stil geschrieben und orientiert sich in der Sprache an Pijjutim, d. h. religiösen Lobgesängen. Es wird angenommen, dass diejenigen Teile, die nicht diesem Stil entsprechen, nicht von Ben Ascher sind. Die Sprache des Buches zeigt einen gewissen arabischen Einfluss, insbesondere im Hinblick auf grammatische Ausdrücke.
Die Biblia Hebraica Stuttgartensia übernimmt die vokalisierte Schreibweise aus dem masoretischen Text des Leningrader Kodex, der als älteste datierte Handschrift der vollständigen hebräischen Bibel gilt und den Paul Kahle als eine Abschrift des Textes von Aaron ben Mosche ben Ascher identifiziert.

## Werke
- Diqduqe ha-Teamim (masoretisches Lehrbuch)
- Die Dikduke des Ahron ben Moscheh ben Ascher von Paul Kahle